# 卡丽·特罗
卡丽·特罗（挪威語：Kari Traa，1974年1月28日—），挪威女子自由式滑雪运动员。她曾代表挪威参加1992年、1998年、2002年和2006年冬季奥林匹克运动会自由式滑雪比赛，获得一枚金牌、一枚银牌和一枚铜牌。